# Maksim Ramaszczanka
Maksim Ramaszczanka (biał. Максім Рамашчанка, ros. Максим Юрьевич Ромащенко, Maksim Juriewicz Romaszczenko (ur. 31 lipca 1976 w Pawłohradzie) – białoruski piłkarz pochodzenia ukraińskiego, grający na pozycji pomocnika, reprezentant Białorusi.
Karierę zaczynał w ukraińskim klubie Polihraftechnika Oleksandria. Następnie grał w klubach Dniapro Mohylew, Fandok Bobrujsk, Sławija Mozyrz. W 1997 wyjechał do Rosji, gdzie podpisał kontrakt z Dinamem Moskwa. W latach 2000–2004 grał w tureckich klubach Gaziantepspor i Trabzonspor, po czym powrócił do Dinama Moskwa. W 2007 przeszedł do Torpedo Moskwa, aby w następnym roku powrócić do tureckiej Superligi w składzie Bursasporu. W 2009 wrócił do Rosji, gdzie został piłkarzem FK Chimki. W 2010 bronił barw klubów Salut-Eniergija Biełgorod i Dinamo Briańsk. W 2012 wrócił do Chimki, gdzie grał do 2013.
Jego brat Mirasłau także był piłkarzem, a później został trenerem.